# Бобков, Семён Алексеевич
Семен Алексеевич Бобков (1896 — 6 ноября 1943) — советский военачальник времен Великой Отечественной войны, генерал-майор артиллерии (10.11.1942).

## Биография
Родился в 1896 года в селе Украинка Пугачевского уезда Самарской губернии (ныне — Пугачевский район Саратовской области) в крестьянской семье. Русский. Трудовую деятельность начал подпаском, сельхозработником.
В 1915 году призван в Российской императорской армии. Участник Первой мировой войны с конца 1916 года на Северном фронте в районе Риги.
В ряды Красной армии вступил в 1918 году. Военную службу начал во 2-й батарее 25-й стрелковой дивизии. Участник Гражданской войны в России 1918—1921 годов на Уральском, Колчаковский и Польском фронтах. Прошёл путь от младшего командира до помощника командира батальона.
В 1931 году окончил Артиллерийские курсы усовершенствования командного состава. Член ВКП(б) с 1931 года. С 1935 года — полковник, с 1937 года — начальник 1-го отдела управления начальника артиллерии Среднеазиатского военного округа. В 1938 году окончил Курсы усовершенствования высшего командного состава при Военной академии имени М. В. Фрунзе.
Участник Великой Отечественной войны с 1941 года. Весь свой боевой путь прошёл в составе 44-й армии в должности заместителя командующего армией — начальника артиллерии армии. Дважды был ранен. С 10 ноября 1942 года — генерал-майор артиллерии.
6 ноября 1943 года командующий 44-й армией генерал-лейтенант В. А. Хоменко, находясь за рулем штабного автомобиля, вместе с заместителем командующего по артиллерии генерал-майором С. А. Бобковым ошибочно заехали в расположение врага и были убиты. Похоронены вблизи села Каиры Горностаевского района Херсонской области.
Маршал С. С. Бирюзов вспоминает об этом эпизоде следующее: «Но в тот самый момент, когда в Москве гремел салют в честь освобождения Киева, а у нас повсеместно проходили праздничные митинги, радость наша была омрачена неожиданной вестью из-под Никополя. Там трагически погибли два боевых генерала — командующий 44-й армией Василий Афанасьевич Хоменко и командующий артиллерией той же армии С. А. Бобков. А произошло это так. У командарма появилось желание посоветоваться по поводу предстоящих боёв за Никополь со своими командирами корпусов И. А. Рубанюком и П. К. Кошевым Прихватив с собой С. А. Бобкова, Василий Афанасьевич направился сначала на КП генерала Рубанюка. Туда они добрались вполне благополучно, довольно быстро обсудили все вопросы и отбыли в 63-й стрелковый корпус. Хоменко сам вёл автомашину. Бобков сидел с ним рядом. Позади следовали ещё две автомашины: одна с охраной, другая с радиостанцией „Север“. В кузове последней находились офицер и радист. В то время войска 44-й армии только ещё занимали свои новые позиции под Никополем. Сплошного фронта там не было. К командному пункту 63-го стрелкового корпуса вели три дороги. Но одна из них шла через расположение войск противника. Генерал Хоменко ошибся в ориентировке и попал как раз на эту дорогу. Гитлеровцы подпустили нежданных „гостей“ на близкое расстояние и открыли по ним огонь почти в упор. Чудом удалось спастись лишь одной машине, двигавшейся последней. Тяжело раненые офицер и радист, сохранив документы, вернулись в штаб корпуса. Как только стало известно об этом, Ф. И. Толбухин приказал 44-й армии немедленно атаковать противника и попытаться вызволить из беды наших генералов. Однако атака успеха не имела. Спасти тт. Хоменко, Бобкова и всех, кто сопровождал их, не удалось. Гитлеровцы потом сочиняли небылицы, писали в своих листовках, что советские генералы добровольно перешли на сторону врага. Никто из нас этому не верил. Мы отлично знали, что такие, как Хоменко и Бобков, живыми врагу не сдадутся. Однако сам по себе случай был крайне неприятным. Командующий армией заблудился в расположении своих частей и по ошибке заехал — к противнику! Верховный Главнокомандующий распорядился о расформировании управления 44-й армии и немедленной передаче её войск в другие объединения фронта. А заодно на нас обрушились и иные немилости со стороны И. В Сталина».
20 мая 1944 года останки генералов были найдены и впоследствии перезахоронены в городе Мелитополе Запорожской области.

## Награды

Семен Алексеевич Бобков в 1938—1940 гг.

Был награждён орденами Красного Знамени (16.04.1943), Кутузова 1-й степени (16.12.1943), Красной Звезды (1936) и медалью «XX лет РККА» (1938).